# Рохтас Сінгх
Рохтас Дахія Сінгх (англ. Rohtas Dahiya Singh; нар. 2 липня 1960) — індійський борець греко-римського та вільного стилів, бронзовий призер чемпіонату Азії з греко-римської боротьби, учасник Олімпійських ігор у змаганнях з вільної боротьби.

## Життєпис
На чемпіонаті Азії 1983 року Рохтас Сінгх взяв участь у змаганнях з обох видів боротьби. На турнірі з греко-римської боротьби здобув бронзову нагороду, а от на турнірі з вільної боротьби трохи не дотягнув до п'єдесталу, посівши четверте місце.
На Олімпіаді в Лос-Анджелесі 1984 року Рохтас Сінгх взяв участь у змаганнях з вільної боротьби. У підгрупі чисто переміг у двох перших сутичках, вийшовши до фінальної трійки, переможець якої здобував право поборотися за перше/друге місце, а борець, що посів друге місце — за третє/четверте місце олімпійського турніру. Але програв обидві поєдинки представнику Японії Хідеакі Томіямі і представнику Пуерто-Рико Орландо Касересу. Посівши останнє місце у фінальній трійці підгрупи, Рохтас Сінгх зміг позмагатися лише у боротьбі за п'яте місце, де мінімально переміг представника Югославії Зорана Шорова з рахунком 3:2.
На Азійських іграх 1986 року в Сеулі Рохтас Сінгх взяв участь у змаганнях з вільної боротьби, але знову йому трохи не вистачило, щоб здобути медаль. У підсумку він посів четверте місце.
По завершенні спортивної кар'єри — тренер з боротьби. Серед його підопічних бронзовий призер чемпіонату світу, срібний та дворазовий бронзовий призер чемпіонатів Азії, чемпіон Ігор Співдружності, чемпіон та бронзовий призер чемпіонатів Співдружності, чемпіон Південноазійських ігор, учасник Олімпійських ігор Рамеш Кумар.
У 1998 році за спортивні досягнення був нагороджений премією «Арджуна».

## Спортивні результати на міжнародних змаганнях

### Виступи на Олімпіадах
| Змагання                    | Збірна | Вагова категорія          | Місце |
| --------------------------- | ------ | ------------------------- | ----- |
| Літні Олімпійські ігри 1984 | Індія  | вільна боротьба, до 57 кг | 5     |

### Виступи на Чемпіонатах Азії
| Змагання                       | Збірна | Вагова категорія                 | Місце  |
| ------------------------------ | ------ | -------------------------------- | ------ |
| Чемпіонат Азії з боротьби 1983 | Індія  | вільна боротьба, до 57 кг        | 4      |
| Чемпіонат Азії з боротьби 1983 | Індія  | греко-римська боротьба, до 57 кг | Бронза |

### Виступи на Азійських іграх
| Змагання           | Збірна | Вагова категорія          | Місце |
| ------------------ | ------ | ------------------------- | ----- |
| Азійські ігри 1986 | Індія  | вільна боротьба, до 62 кг | 4     |